# Morris Motorcycles Racing Team
Morris Motorcycles Racing Team 2010 är ett roadracinglag från Sverige. Laget tävlar i Time Trial Xtreme Grand Prix (TTXGP, även kallat Egrandprix) som är världens första internationella serie grand prix-tävlingar där fordonen inte får släppa ut växthusgaser under loppen. 
TTXGP:s slogan på engelska var "The zero carbon, clean emission Grand Prix". Under 2010 hade TTXGP  två serier: en amerikansk (TTXGP US) och en brittisk (TTXGP UK). De lag som lyckas nå de första sex platserna i respektive serie kvalificeras till TTXGP-finalen den 24 oktober i Spanien. TTXGP-finalen sker i samarbete med den europeiska motorcykelorganisationen (UEM).
Motorcykellaget byggdes upp med en stor andel kända svenska internetprofiler, till exempel Patrik Fältström, Joakim Jardenberg och Sofia Mirjamsdotter. Försteförare är Annie Seel, även känd som Rallyprinsessan. Laget har i juli 2010 cirka 170 medlemmar. Chef för laget är Morris Packer. Teamet nådde en sjätteplats i TTXGP UK 2010 och kvalificerade sig då till TTXGP UEM World Finals i Albacete, Spanien. Teamet vann en sjätteplats i TTXGP UEM World Finals den 24 oktober 2010 i Albacete.
Morris Motorcycles Racing Team 2014 är ett roadracinglag från Sverige som tävlar i första säsongen av Speedster Cup.

## Resultat
- Sjunde plats i omgång 1, Snetterton, UK den 11 juli 2010. Förare: Annie Seel
- Sjätte plats i omgång 2, Anglesey, UK den 25 juli 2010. Förare: Annie Seel
- Sjunde plats i omgång 3, Pembrey, UK den 22 augusti 2010. Förare: Annie Seel
- Sjätte plats i omgång 4, Brands Hatch, UK den 3 oktober 2010. Förare: Annie Seel
- Sjätte plats i TTXGP UEM Finalen, Albacete, Spanien den 24 oktober 2010. Förare: Peter Lindén

## Historia
Morris Packer tog initiativet till teamet genom ett antal meddelanden på Twitter. I de korta meddelandena erbjöd han personer att hjälpa till med ett crowdsourcing-baserat projekt som skulle kunna liknas vid utvecklingen av en programvara med hjälp av open source. Personer bjöds in och kunde själva välja att bara bli medlemmar, bli gratismedlem (0 kr), teamsupporter (1 000 kr), bli teamdelägare (1 000 kr) eller större delägare (1% av bolaget för 25.000 kr). Investeringarna skedde med stor medvetenhet om den höga risken, och kommunikationen var inledningsvis transparent och öppen.  Ganska snabbt blev gruppen relativt stor, och ekonomiskt lyckades Morris så pass bra att han tog nästa steg, att ordna en förare och leta sponsorer.
De som köpte aktier i bolaget fick dock aldrig några handlingar och det är osäkert om aktieboken någonsin uppdaterades. Morris Motorcycles AB gick i konkurs (avslutad 2013-10-18) efter en längre tids tystnad från Morris Packer. Vid en presentation på SSWC 2011 uppgavs att bolaget efter ett aktieägarmöte skulle ombildas till en ekonomisk förening, något som inte skedde. 